# Гродно Азот
«Гродно Азот» (бел. Гро́дна Азо́т) — открытое акционерное общество, белорусская государственная компания, производитель азотных соединений и удобрений. Основан в 1963 году как завод азотных удобрений.
Входит в состав Белорусского государственного концерна нефти и химии «Белнефтехим». Расположен в городской черте по адресу: Гродно, проспект Космонавтов, 100.
Включает 5 производств. Выпускает около 50 наименований химической продукции: в том числе аммиак жидкий технический, азотные удобрения — карбамид, карбамидо-аммиачную смесь, сульфат аммония, метанол теник, капролактам, биодизель и жидкую двуокись углерода.
С 2016 года «Гродно Азот» находится под международными санкциями США, позднее Евросоюза и ряда других стран.

## История
В октябре 1960 года было начато строительство временных вспомогательных сооружений. Производство аммиака и карбамида началось в 1963 году. В январе 1965 года были введены в эксплуатацию первые линии цехов аммиак-1 и карбамид-1. После ввода в эксплуатацию капролактама в 1970 году завод был преобразован в химический завод.
В октябре 1970 года Гродненский азотно-туковый завод преобразован в Гродненский химический комбинат имени С. О. Притыцкого, а в мае 1975 года — в Гродненское производственное объединение «Азот» имени С. О. Притыцкого.
В 1981 году предприятие награждено орденом Дружбы народов.
В августе 2000 года Гродненское производственное объединение «Азот» преобразовано в Гродненское производственное республиканское унитарное предприятие «ГПО Азот», а 2002 году — в открытое акционерное общество «Гродно Азот».
После президентских выборов в Белоруссии 2020 года, результаты которых, как считается, были сфальсифицированы, сотрудники ОАО «Гродно Азот» поддержали протесты в Беларуси и призывы к национальной забастовке, однако многие из них были задержаны и избиты милиционерами. На «Гродно-Азоте» было наибольшее количество поддержавших забастовку среди всех предприятий страны.

## Санкции
С 2006 года ОАО «Гродно Азот» и филиал — «Гродно Химволокно» (с перерывами) находится в санкционном списке специально обозначенных граждан и заблокированных лиц США за «подрыв демократического процесса». Последнее включение состоялось в июне 2021 года. 9 августа 2021 года генеральный директор «Гродно Азота» Игорь Ляшенко был включён в список специально обозначенных граждан и заблокированных лиц США.
«Гродно Азот» и «Гродно Химволокно» были включены в пятый пакет санкций Европейского союза, вступивший в силу 2 декабря 2021 года, так как «работники „Гродно Азота“, включая работников завода „Химволокно“, которые участвовали в мирных протестах против режима и объявили забастовку, были уволены, запуганы и подверглись угрозам как со стороны руководства „Гродно Азота“, так и со стороны представителей режима. Поэтому, „Гродно Азот“ несет ответственность за репрессии против гражданского общества».
20 декабря к санкциям ЕС присоединилась Швейцария, а 22 декабря — Албания, Исландия, Лихтенштейн, Норвегия, Северная Македония, Сербия, Черногория.
В марте 2022 года «Гродно Азот» попал под санкции Японии, в октябре — под санкции Украины.

### Реакция на санкции
3 апреля 2021 года сообщалось, что дочерняя компания ОАО «Гродно Азот» объявила тендер на отгрузку продукции, одним из условий которого была возможность указания в документах в качестве грузоотправителя другой компании. Согласно заявке, это условие было связано с угрозой санкций.
В нескольких расследованиях, выпущенных в 2023 году, журналисты из Беларусского расследовательского центра и литовской Siena заявили, что продукция «Гродно Азота» после введения санкций против завода продаётся в ЕС с помощью нескольких компаний, зарегистрированных в Кыргызстане, Узбекистане, Сербии и Литве. В октябре 2024 года сообщалось о поставках в Украину продукции «Гродно Азота» под видом произведённой в Туркменистане через компанию, зарегистрированную в ОАЭ.
21 февраля 2024 года Суд Европейского союза в Люксембурге отклонил иск «Гродно Азота» и его филиала «Химволокно», требовавших отменить санкции ЕС.